# Ricardo de Churruca
Ricardo de Churruca y Dotres (Manila, 1900 - Barcelona, 1963) fue un arquitecto y empresario español.

## Biografía

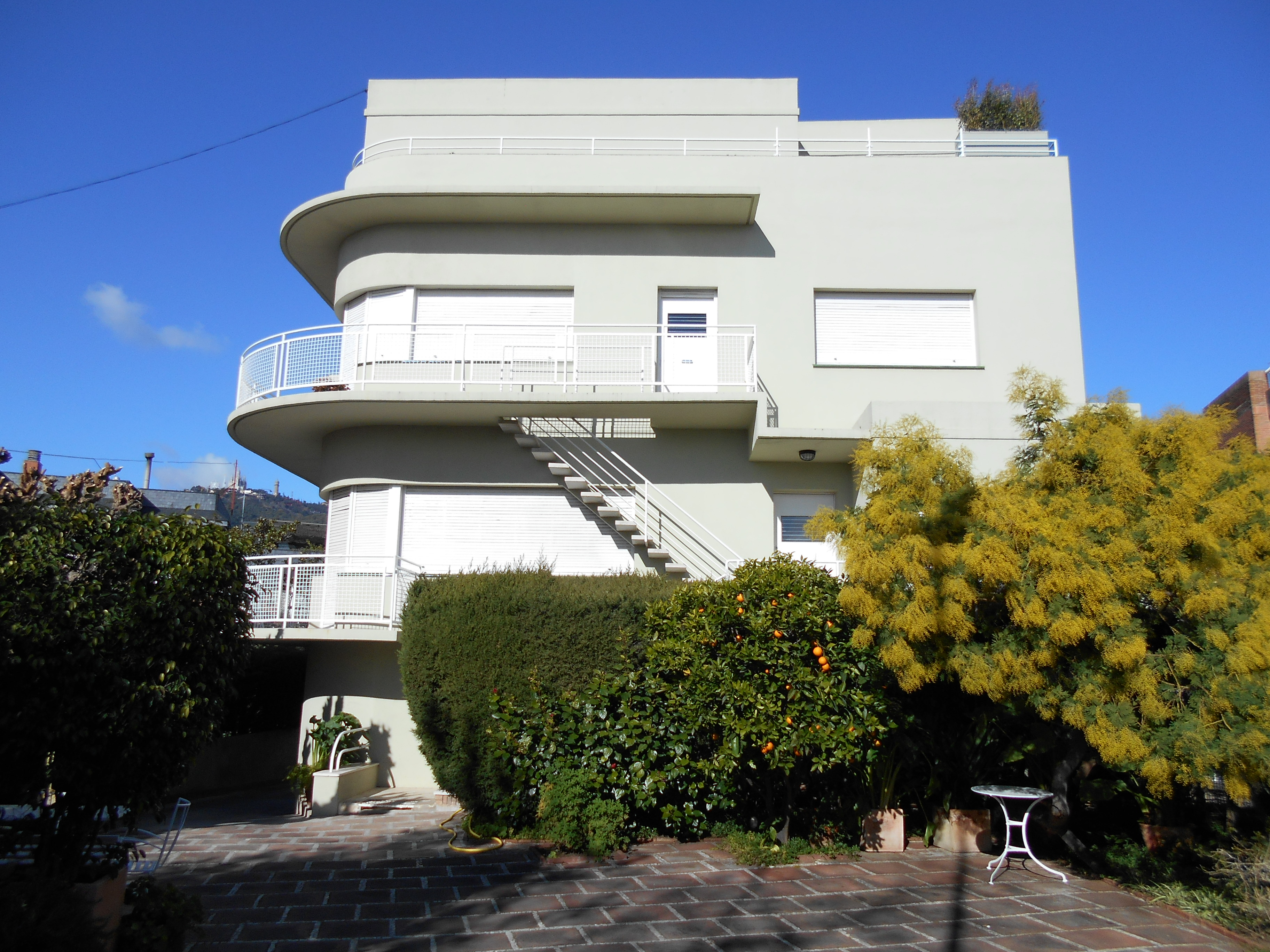
Casa Barangé (1931).

Hijo de Cosme de Churruca y Dotres Brunet Zinza y de Mercedes Dotres de los Santos, nació en Manila debido al trabajo de su padre, directivo de la Compañía General de Tabacos de Filipinas. Era descendiente de Cosme Damián de Churruca y Elorza, héroe de Trafalgar; además, estuvo casado con Isabel Colón de Carvajal y Hurtado de Mendoza, descendiente de Cristóbal Colón.
Se tituló en 1926. Fue uno de los miembros fundadores en 1930 del GCATSPAC (Grupo Catalán de Arquitectos Técnicos para la Solución de Problemas de la Arquitectura Contemporánea), junto a Josep Lluís Sert, Germán Rodríguez Arias, Sixte Illescas y Francesc Fàbregas. En septiembre de 1930 participaron en la exposición del Ateneo Guipuzcoano de San Sebastián de la que surgió el GATEPAC, en el que se integraron como Grupo Este o GATCPAC (Grupo de Arquitectos y Técnicos Catalanes para el Progreso de la Arquitectura Contemporánea). Este grupo abordó la arquitectura con voluntad renovadora y liberadora del clasicismo novecentista, así como la de introducir en España las nuevas corrientes internacionales derivadas del racionalismo practicado en Europa por arquitectos como Le Corbusier, Ludwig Mies van der Rohe, Walter Gropius y J.J.P. Oud. El GATCPAC defendía la realización de cálculos científicos en la construcción, así como la utilización de nuevos materiales, como las placas de fibrocemento o la uralita, además de materiales más ligeros como el vidrio.
Churruca se incorporó al GATCPAC como socio director, y dentro del organigrama fue bibliotecario, junto a Germán Rodríguez Arias.
En 1929 elaboró con Fàbregas y Rodríguez Arias un proyecto de plaza de toros para la exposición Arquitectura Nueva en las Galerías Dalmau de Barcelona. En 1930 construyó el Gran Hotel Atlántico, en Cádiz. Su principal realización es el Bloque Diagonal de Barcelona, un edificio de viviendas situado en la manzana entre la avenida Diagonal y las calles Enrique Granados y París, realizado entre 1934 y 1937 en colaboración con Germán Rodríguez Arias. Otras obras suyas son, igualmente en la Ciudad Condal, la Delegación del Patronato Nacional de Turismo, en la Gran Vía de las Cortes Catalanas entre las calles de Pau Claris y Roger de Lauria (1930); la Casa Barangé (1931), en la plaza de Mons; y una casa situada en la calle Iradier, entre el paseo de la Bonanova y la calle de la Esperanza (1935). También construyó una casa unifamiliar en Gavá (1932). Fue autor también de los Almacenes SEPU (1934, La Rambla 120).
Pasada la Guerra Civil Española se enmarcó en un estilo más tradicional, aunque su actividad como arquitecto fue disminuyendo para dedicarse al sector empresarial, hasta abandonar del todo su profesión unos años más tarde.
Fue también un eminente bibliófilo, y una conferencia suya efectuada en 1956 en la Asociación de Bibliófilos de Barcelona fue publicada con el título de La biblioteca particular.